# Plaza del Congreso

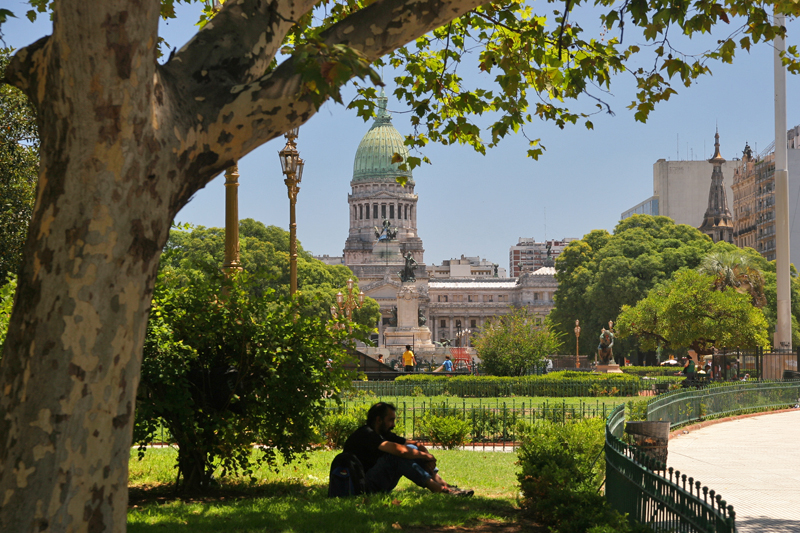
Die Plaza del Congreso heute

Die Plaza del Congreso ist ein Platz in der argentinischen Hauptstadt Buenos Aires. Er befindet sich im Stadtteil Balvanera und ist über die Avenida de Mayo mit der Plaza de Mayo verbunden. Was auf den ersten Blick als ein einziger Platz wirkt, sind tatsächlich drei zusammenhängende Plätze: die Plaza del Congreso, die Plaza Lorea und die Plaza Mariano Moreno.

## Geschichte
Der Geschäftsmann Pedro Lorea erstand 1782 ein zwei Hektar großes Grundstück westlich der Siedlung Buenos Aires und stiftete später circa ein Drittel dieses Landes für eine Kutschenstation. Seine Nachkommen starben 1807 bei den britischen Invasionen und 1808 benannte Vizekönig Rafael de Sobremonte die Station zu Ehren der Verstorbenen.
Bis 1871 wurde die Plaza Lorea zum oben genannten Zweck genutzt. Als die Sümpfe westlich des Platzes trockengelegt wurden, entstand dort ein Markt und auf der Plaza Lorea wurde ein Wasserturm gebaut und ein öffentlicher Park angelegt. Das wirtschaftliche Wachstum im Buenos Aires des 19. Jahrhunderts und der Bau des Kongresspalastes ab 1897 förderten die bauliche Entwicklung der Plaza Lorea, aus der allmählich der heute bekannte Platz entstand. Der Bildhauer Juan Eugenio Boverie schuf für eine neue Promenade 1896 die Skulptur El Perdón (sie steht heute an der Westseite des Parque Avellaneda). 1907 wurde für den Platz ein Abguss des Denkers von Rodin erstanden.
Die Einweihung des Kongresspalastes 1906, damals zwei Blöcke westlich der Plaza Lorea gelegen, machten aus ästhetischen und stadtplanerischen Gründen die Neuanlage eines adäquaten Platzes notwendig. Am 30. September 1908 unterschrieb Präsident José Figueroa Alcorta das Bundesgesetz 6286, mit dem das project beschlossen wurde. Der Landschaftsarchitekt und damalige Direktor der städtischen Parkanlagen Carlos Thays sah hierfür ein circa drei Hektar großes Grundstück vor dem Kongresspalast, parallel zur Avenida de Mayo vor, über das die Calle Montevideo führte. Der Entwurf von Thays wurde genehmigt, da für die Anlage nur wenige Gebäude abgerissen werden mussten.
Die Plaza del Congreso wurde im Januar 1910 vom Bürgermeister Manuel Güiraldes und vom Präsidenten Figueroa Alcorta eingeweiht. Durch die bevorstehende Hundert-Jahr-Feier der Mai-Revolution am 25. Mai 1910 traf die Einweihungsfeier mit diversen anderen Eröffnungen von Parkanlagen, Straßen und ähnlichen Neugestaltungen im Stadtgebiet zusammen, einige davon ebenfalls von Thays entworfen.
Ab 1910 waren auf Beschluss der Stadtverwaltung die Avenida de Mayo und die meisten anderen Avenidas und Straßen zu Einbahnstraßen umgewandelt worden. Aus verkehrstechnischen Gründen wurde die Plaza Lorea bereits 1910 geteilt, 1968 wurde ihre südliche Hälfte mit der Plaza Mariano Moreno zusammengefasst. Die Avenida de Mayo trifft an dieser Stelle mit der Avenida Rivadavia zusammen.

Die Aufteilung der Platzanlage

## Überblick
Die Plaza del Congreso wird dominiert von dem Monumento de los dos Congresos, einem Werk des belgischen Bildhauers Jules Lagae von 1914. Es erinnert an die zwei Kongressversammlungen (1810 in Buenos Aires und 1816 in Tucumán), die letztendlich zur Unabhängigkeit Argentiniens führte. Daher wird der Platz von vielen Einheimischen auch als Plaza de los dos Congresos bezeichnet. Die Skulpturen, darunter eine Allegorie der Republik, stehen auf Sockeln, deren Material aus Nancy importiert wurde. Vor der Skulptur ist ein Wasserbecken angelegt, das den Atlantik symbolisieren soll.
Seit 1983 nahm der Vandalismus an dem Denkmal zu, weshalb 1999 ein Zaun mit Toren um das Monument errichtet wurde. Die Öffnung der Tore 2002 führte zu erneuten Beschädigungen, worauf 2006 ein neuer Zaun gebaut wurde.
Die Plaza Mariano Moreno, der südöstliche Teil der Platzanlage, ist von der Plaza del Congreso durch die Calle Montevideo getrennt. Der Name erinnert an den Führer der Mai-Revolution von 1810. Ein Denkmal ihm zu Ehren wurde 1910 eingeweiht. Auf der Plaza Moreno ist seit 1935 auch der Kilometer 0 zu sehen, von dem aus alle Entfernungen ab Buenos Aires gemessen werden. Zuletzt wurde 1999 ein Denkmal für Ricardo Balbín auf dem Platz eingeweiht. Hier steht außerdem Der Denker von Rodin. Der damalige Direktor des Museo Nacional de Bellas Artes, Eduardo Schiaffino, hatte den Kauf getätigt und zusammen mit Rodin eigentlich einen Platz auf einem Pedestal vor dem Kongresspalast vorgesehen – ein Plan, der nicht verwirklicht wurde. Gegenwärtig wird jedoch über einen solchen Umzug nachgedacht.
Die Plaza Lorea, heute nur noch halb so groß wie ursprünglich, ist unter den Einheimischen als Plazoleta (dt.: Plätzchen, kleiner Platz) bekannt. Auf ihr steht das Denkmal für José Manuel Estrada von 1947.
1997 wurden die drei Plätze und das Monument de los dos Congresos als Ensemble zum Nationalen Historischen Monument erklärt. Rechtsgrundlage war das Dekret 437/97.